# 1848 (videójáték)
Az 1848 a Huszár Games által készített videójáték, amely az 1848–49-es forradalom és szabadságharc eseményeit dolgozza fel. A játék 2005-ben jelent meg; az Oktatási és Kulturális Minisztérium segítségével a játék ingyenesen letölthető. (Ma már hivatalosan nem elérhető)
Ha szeretnél még játszani vele, akkor jó ha tudod: Windows 7 felett már nem működik jól ezért, ez azt jelenti windows 10-en és 11-en már virtuális gép használatát kell igénybe venni, a neten lehet hozzá nem hivatalos/hivatalos patcheket találni
Hogy lehet letölteni?
a forrásokban ott van a sulinet, arra rá kell kattolni és a vezérlővel rendelkezőst kell kiválasztani. (És win7 és alatta működik)
2024

## Játszható frakciók a játékban
- Országos Honvédelmi Bizottmány
- A Habsburg Birodalom és az Orosz Birodalom haderői

A magyar felkelők a lengyelek, míg az osztrákok a Kárpát-medence népeinek támogatását élvezik.

## A játék felépítése és leírása

### Rendszerkövetelmények és a telepítés
A játék telepítő csomagja összesen 10 fájlból áll. A telepítés az 1848install.exe program végrehajtásával indítható el. A telepítéshez kb. 280 MB szabad hely szükséges a célmeghajtón.

### A játék menüje és a beállítások
A főmenüben az alábbi gombok közül választhatunk :
- Egyjátékos mód - Hadjárat vezetése a számítógép ellen
- Többjátékos mód - Internetes, vagy hálózati játék két fő részére
- Beállítások - A játék alapvető beállításainak kiválasztása
- Kilépés - Kilépés a játékból

### A játék kezelése
Vannak „gyorsgombok” is, amelyek segítségével néhány opciót egy gombnyomás alatt megtehetünk:
- A - Hadtest forgatása balra
- S - Hadtest forgatása jobbra
- CTRL + jobb egérgomb - Hadtest forgatása a kurzor alatti hex felé
- F5 - Gyors mentés
- M - Multiplayer üzenet

### A körök menete
- 1 kör=1 hét

Körönként változik az időjárás, ami hatással van a hadseregek mozgáspontjára és élelmezésére.

### Hadjáratok és a csaták
A játék indítása előtt ki kell választani egy hadjáratot.
Hat közül lehet választani:
- Oktató hadjárat
- Erdélyi hadjárat
- Őszi hadjárat
- Téli hadjárat
- Tavaszi hadjárat
- Nyári hadjárat